# Valenzano

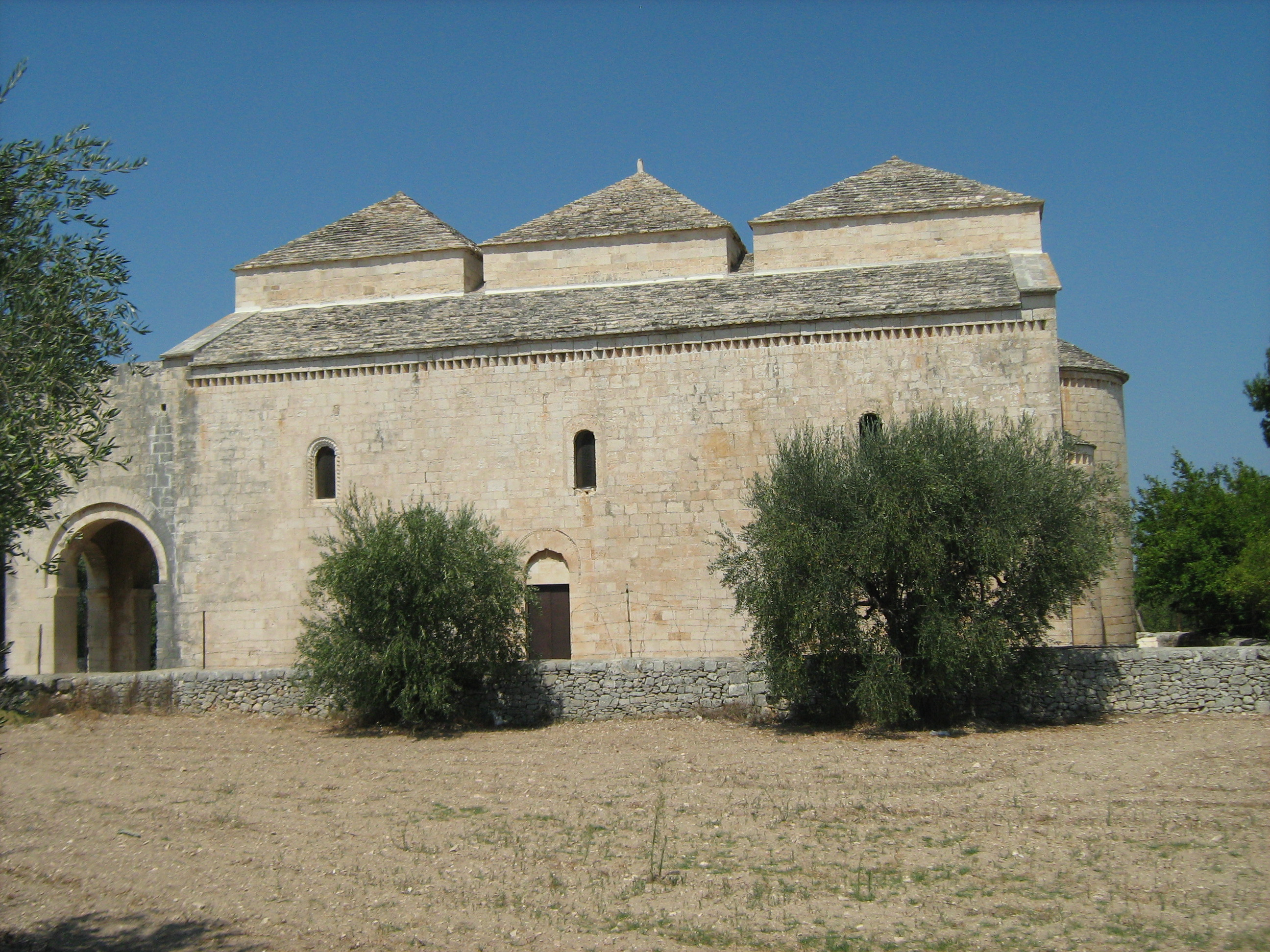
Chiesa di Ognissanti

Valenzano ist eine süditalienische Gemeinde (comune) in Apulien.

## Geographie
Die Gemeinde hat 17.215 Einwohner (Stand 31. Dezember 2023). Sie liegt in der Metropolitanstadt Bari, etwa sieben Kilometer südlich von Bari.

## Geschichte
Eine erste Besiedlung des Gebiets fand vermutlich durch die Peuketier, ein italischer Stamm, im 4. Jahrhundert vor Christus statt. Relativ bald darauf kam die Siedlung unter hellenistischen Einfluss. Urkundlich nachweisbar ist eine Siedlung ab 845 nach Christus auch unter dem Namen Valenziano oder Valentiniano.
Die Sarazenen zerstörten den Ort zum Ende des 10. Jahrhunderts. Ab dem 12. Jahrhundert herrschten unterschiedliche Herren und Familien über den Ort.

## Wirtschaft und Verkehr
Seit 1970 haben sich zahlreiche Forschungseinrichtungen hier angesiedelt und formen so die sogenannte Tecnopolis.
Östlich der Gemeinde führt die Strada Statale 100 von Bari nach Tarent. Westlich davon liegt die Autostrada A14, die durch Apulien Richtung Massafra bzw. Tarent führt.
Der Bahnhof Valenzano und der Bahnhof Valenzano Lamie werden von Zügen der Bahnstrecke Bari–Martina Franca–Taranto bedient.